# گردنی شدن

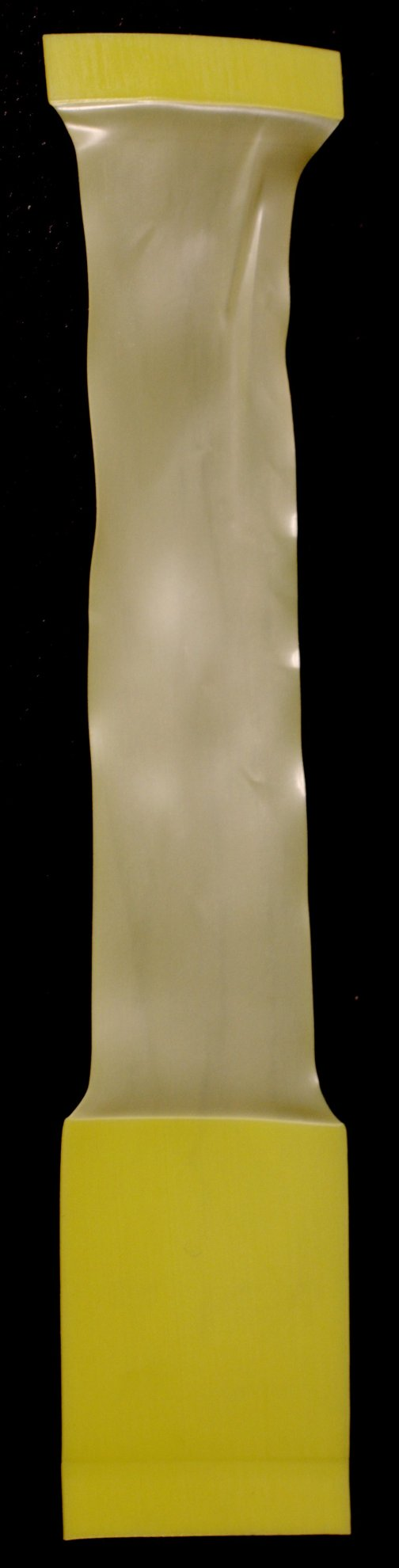
یک نمونه پلی اتیلن با گردن پایدار.

گردنی یا گلویی شدن در مهندسی یا علوم مواد، نوعی تغییر شکل کششی است که در آن مقادیر نسبتاً زیادی از فشار در ناحیه ای کوچک از ماده به‌طور نامتناسب اعمال می‌شود. به دلیل کاهش قابل ملاحظه‌ای که در سطح مقطع ایجاد می‌شود نام «گردن» یا «گلویی» برای آن انتخاب شده‌است. از آنجا که کرنش‌های وارده در ناحیه گردنی بزرگ هستند، ماده در اثر گردنی شدن، اغلب به سمت تسلیم‌شدن، (یک شکل از تغییر شکل پلاستیک مربوط به مواد شکل‌پذیر که اغلب در فلزات و پلیمرها رخ می‌دهد) پیش می‌رود. گردن در نهایت در زمانی که کرنش کافی اعمال شود دچار شکست می‌شود.

## چگونگی تشکیل
گردنی‌شدن ناشی از ناپایداری در هنگام تغییر شکل کششی است، زمانی که مقطع عرضی یک ماده نسبت به کرنش سختی آن، بیشتر کاهش می‌یابد. کانسیدر (Considère) معیار اساسی برای گردنی شدن را در سال ۱۸۸۵ منتشر کرد. سه مفهومی که در ادامه توضیح داده‌شده‌اند، چهارچوبی برای درک پدیده گردنی‌شدن ارائه می‌دهند.
1. قبل از تغییر شکل، تمام مواد واقعی دارای ناهمگنی هستند مانند نقص یا تغییراتی در ابعاد و ترکیب که باعث نوسانات نقطه‌ای در تنش‌ها و کرنش‌ها می‌شود. برای تعیین محل شروع گردنی‌شدن، این نوسانات باید در حد بی‌نهایت کم باشد.
2. در طول تغییر شکل کششی، سطح مقطع عرضی ماده کاهش می‌یابد. (اثر پواسون)
3. در طول تغییر شکل کششی، کرنش‌سختی اتفاق می‌افتد. میزان سخت شدن با تغییر شکل تغییر می‌کند.

دو مورد آخر ثبات را تعیین می‌کنند در حالی که مورد اول محل گردنی شدن را مشخص می‌کند.

ساختار گرافیکی نشان دهنده معیارهای تشکیل گردن و ثبات گردن است.

ساختار گرافیکی برای ماده‌ای که به‌طور همگن در همه نسبت‌های کشش تغییر شکل می‌دهد.

نمودارهای سمت چپ نشان دهنده رابطه کمی بین سخت‌شدن (نشان‌داده‌شده توسط شیب منحنی) و کاهش در سطح مقطع عرضی (فرض می‌شود در عملیات کانسیدر (Considère) با نسبت‌های کشش متفاوت حاصل‌شده‌است) برای ماده‌ای است که گردن پایدار (بالا) و ماده‌ای که در همه نسبت‌های کشش (پایین) همگن می‌شود.
همان‌طور که مواد تغییر شکل می‌یابند، تقریباً تمام نقاط همان مقدار فشار را تحمل می‌کنند تا زمانی که مقدار سخت‌شدن بیشتر از سطح مقطع کاهش یابد، همان‌طور که در نسبت‌های کوچک در نمودار بالا و در همه نسبت‌های در نمودار پایین نشان داده‌شده‌است. اما اگر ماده شروع به سخت‌شدن با نسبت کوچکتر در مقایسه با کاهش سطح مقطع عرضی شود، اولین نقطه مشخص‌شده در نمودار بالا، کرنش در محل بالاترین استرس یا کمترین سختی تمرکز می‌کند. هر چه فشار در محل بیشتر باشد، باعث کاهش بیشتر سطح مقطع عرضی می‌شود که به نوبه خود سبب افزایش تمرکز فشار و ناپایداری و در نتیجه منجر به گردنی شدن می‌گردد. این ناپایداری «هندسی» یا «بیرونی» نامیده می‌شود، زیرا این امر شامل کاهش سطح مقطع عرضی مواد در مقیاس ماکروسکوپی می‌باشد.

### پایداری گردنی
همان‌طور که تغییر شکل اتفاق می‌افتد، ناپایداری هندسی موجب ادامه فشار می‌شود و تمرکز تنش در گردن ادامه می‌یابد تا زمانی که در ماده شکستگی ایجاد شود یا ماده گردنی‌شده به اندازه کافی سخت شود که مناطق دیگر در ماده تغییرشکل دهند، همان‌طور که نقطه دوم نمودار بالا نشان داده‌است. مقدار فشار در گردن پایدار، نسبت کشش طبیعی نامیده‌شده‌است. به این دلیل که با ویژگی‌های سخت شدن مواد تعیین می‌شود، نه مقدار کششی که بر ماده، اعمال می‌شود. پلیمرهای شکل‌پذیر اغلب گردن‌های پایداری ایجاد می‌کنند، زیرا جهت‌گیری مولکولی یک مکانیسم را برای سخت شدن فراهم می‌کند که در کرنش‌های بزرگ غالب می‌شود.